# Кінкейд (Канзас)
Кінкейд (англ. Kincaid) — місто (англ. city) в США, в окрузі Андерсон штату Канзас. Населення — 103 особи (2020).

## Географія
Кінкейд розташований за координатами 38°4′51″ пн. ш. 95°9′21″ зх. д. / 38.08083° пн. ш. 95.15583° зх. д. (38.080736, -95.155873).  За даними Бюро перепису населення США в 2010 році місто мало площу 1,29 км², з яких 1,29 км² — суходіл та 0,00 км² — водойми.

## Демографія
Згідно з переписом 2010 року, у місті мешкали 122 особи в 56 домогосподарствах у складі 30 родин. Густота населення становила 95 осіб/км².  Було 95 помешкань (74/км²).
Расовий склад населення:
| - 96,7 % — білих - 0,8 % — корінних американців - 0,8 % — азіатів |

До двох чи більше рас належало 1,6 %. Частка іспаномовних становила 1,6 % від усіх жителів.
За віковим діапазоном населення розподілялося таким чином: 19,7 % — особи молодші 18 років, 59,0 % — особи у віці 18—64 років, 21,3 % — особи у віці 65 років та старші. Медіана віку мешканця становила 48,3 року. На 100 осіб жіночої статі у місті припадало 110,3 чоловіків;  на 100 жінок у віці від 18 років та старших — 100,0 чоловіків також старших 18 років.
За межею бідності перебувало 47,7 % осіб, у тому числі 54,4 % дітей у віці до 18 років та 14,3 % осіб у віці 65 років та старших.
Цивільне працевлаштоване населення становило 38 осіб. Основні галузі зайнятості: виробництво — 34,2 %, освіта, охорона здоров'я та соціальна допомога — 15,8 %, сільське господарство, лісництво, риболовля — 15,8 %.